# 2029年夏季世界大學運動會
第三十四屆夏季世界大學運動會（英語：XXXIV Summer Universiade），一般稱為2029年北卡世大運（North Carolina 2029），將於2029年7月19日至7月31日在美国北卡罗来纳州研究三角地带舉行，是美國第四次承辦夏季世界大學運動會。

## 申辦
北卡羅萊納州為此屆世大運唯一的申辦候選。2023年1月10日，在纽约州普莱西德湖村召開的國際大學運動總會執行委員會確認了北卡的主辦權。

## 籌備

### 比賽場館

#### 卡瑞
卡瑞為北卡第七大城市，位在韋克縣和查塔姆縣的交界處。在此區域舉辦的項目有水球、棒球以及七人制橄欖球。
- 三角水上運動中心
- 美國棒球國家訓練園區（英语：USA Baseball National Training Complex）
- WakeMed足球公園

#### 教堂山
- 卡邁克爾競技場（英语：Carmichael Arena）
- 迪恩·史密斯中心（英语：Dean Smith Center）
- 凱南紀念體育場（英语：Kenan Memorial Stadium）

#### 德罕
- 卡梅隆室內體育館
- 德罕公牛運動公園（英语：Durham Bulls Athletic Park）

#### 格林斯伯勒
- 格林斯伯勒體育館園區（英语：Greensboro Coliseum Complex）
- 北卡羅來納農工州立大學Truist球場（英语：Truist Stadium (North Carolina A&T)）

#### 洛里
- PNC體育館
- 雷諾茲體育館（英语：Reynolds Coliseum）
- WRAL足球中心（英语：WRAL Soccer Center）

## 外部連結
- 2029年夏季世界大學運動會的Instagram帳戶